# شاهدخت لیلیبت ساسکس
شاهدخت لیلی‌بت ساسکس (انگلیسی: Princess Lilibet of Sussex؛ زادهٔ ۴ ژوئن ۲۰۲۱) دختر شاهزاده هری، دوک ساسکس و مگان، دوشس ساسکس است. او یازدهمین نتیجه الیزابت دوم و شاهزاده فیلیپ، دوک ادینبرو است؛ و همچنین هفتمین نفر در لیست سلطنت بریتانیا است.